# Schlacht von Maranga
Mesiche – Edessa – Satala – Maranga – Dara – Melitene – Solachon – Jerusalem – Konstantinopel – Ninive
Die Schlacht von Maranga in der Nähe des heutigen Samarra am Tigris am 22. Juni 363 war eine Schlacht zwischen den persischen Sassaniden unter Merena und den angreifenden römischen Truppen unter Kaiser Julian.

## Vorgeschichte
Julian war am 6. April im Rahmen der größten Militäroperation der gesamten Spätantike in das Perserreich eingefallen und hatte nach anfänglich raschem Vormarsch die sassanidische Hauptstadt Ktesiphon erreicht, die er allerdings nicht einnehmen konnte. Die Perser hatten den römischen Angriff weiter im Norden erwartet; dort hatte der Großkönig Schapur II. daher ein Heer versammelt, auf dessen Eintreffen die sassanidischen Truppen unter dem Feldherrn Surenas warteten. Sie wichen einer offenen Schlacht aus und verfolgten stattdessen eine Taktik der verbrannten Erde.
Als Kaiser Julian erkennen musste, dass eine Belagerung Ktesiphons aussichtslos und zu riskant war, ließ er die römische Flotte verbrennen und wollte sich zurückziehen. Bei diesem Rückzug kam es zur Schlacht von Maranga.

## Die Schlacht
Der Geschichtsschreiber Ammianus Marcellinus, der selbst an Julians Perserfeldzug teilgenommen hatte, beschrieb das Geschehen etwa 30 Jahre später in seinen res gestae (Amm. 25,1,10–19): Die Schlacht entwickelte sich unerwartet aus dem Zusammentreffen der römischen Vorhut mit Einheiten der königlichen Hauptarmee. Die Perser wurden von zwei sassanidischen Prinzen kommandiert, die neben zahlreichen Bogenschützen auch die gefürchteten Panzerreiter und Kriegselefanten einsetzten. Nachdem sich die Überraschung der Römer gelegt hatte, gelang es Julian und seinen Unterführern, die Fußtruppen geordnet – in der Art einer Phalanx – aufzustellen. Auf diese Weise blieben die Verluste durch Pfeilbeschuss begrenzt. Die Reiterei beider Seiten griff kaum in den Kampf ein, und im Nahkampf der Fußtruppen erwiesen sich die römischen Legionäre als überlegen. Sie konnten die Perser nach hartem Gefecht zurückdrängen und schließlich zum geordneten Rückzug zwingen.
Wie hoch die Verluste beider Seiten waren, ist unklar. Ammianus betont aber, es seien deutlich mehr Perser als Römer gefallen, wenngleich der Tross der kaiserlichen Armee teilweise dem Feind in die Hände fiel. Am Abend schloss man einen dreitägigen Waffenstillstand. Letztlich brachte die Schlacht von Maranga keine Entscheidung, ihre Bedeutung wird wohl in Anschluss an Ammianus oft überschätzt.
Nur vier Tage nach dem Gefecht wurde Julian bei einem weiteren Zusammenprall der beiden Heere tödlich verwundet; damit war der römische Feldzug endgültig gescheitert.